# خوان إيفاريستو
خوان إيفاريستو (بالإسبانية: Juan Evaristo)‏ (20 يونيو 1902 – 8 مايو 1978) لاعب كرة قدم أرجنتيني كان يجيد اللعب في خط الدفاع ولعب لصالح منتخب الأرجنتين في الفترة من 1920 إلى 1930 .

## الأندية
لعب إيفاريستو في أندية سبورتيفو باليرمو، هوراكان ، وسبورتيفو باراكاس في عصر الهواية . في سنة 1931 انضم إلى نادي بوكا جونيورز وساهم بشكل كبير في تحقيق أول بطولة دوري في عصر الاحتراف . غادر بوكا جونيورز متوجها إلى نادي إنديبندينتي سنة 1932 ثم انتقل إلى نادي أرجنتينوس جونيورز حيث أنهى مسيرته الرياضية كلاعب في سنة 1937 .

## منتخب الأرجنتين

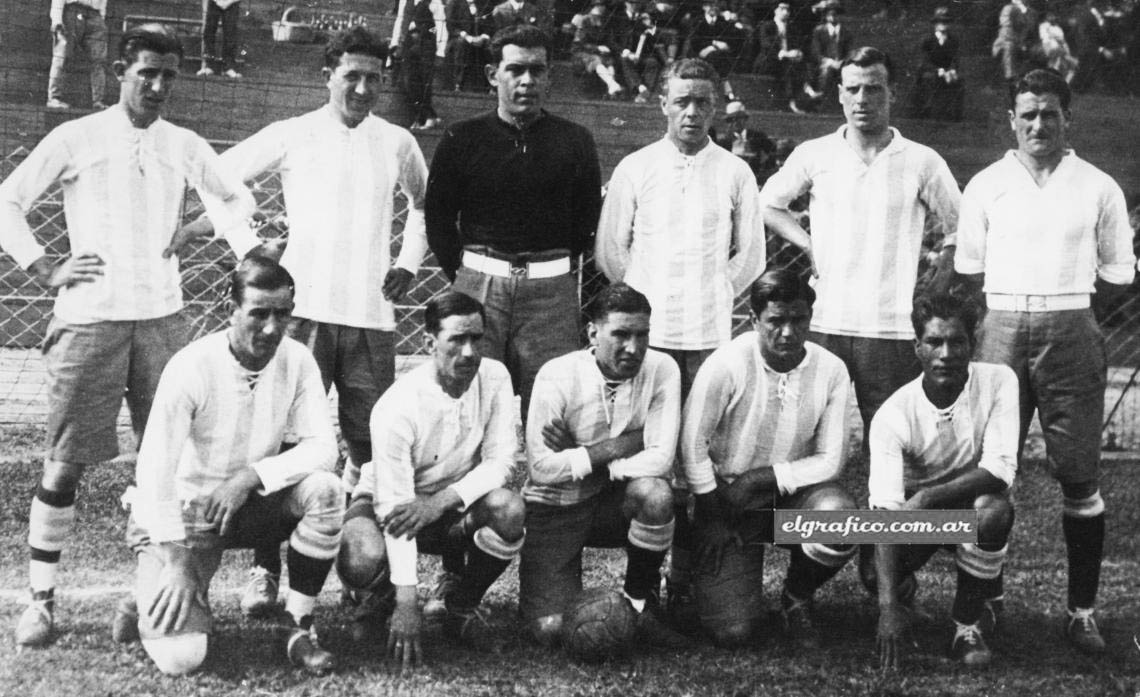
منتخب الأرجنتين ضد بوليفيا 1927

كان إيفاريستو عضوا في منتخب الأرجنتين الذي حقق الميدالية الفضية في دورة الألعاب الأولمبية 1928 التي أقيمت في العاصمة الهولندية أمستردام .
شارك في أول بطولة لكأس العالم في سنة 1930 والتي أقيمت في الأوروغواي وساهم في احتلال منتخب بلاده المركز الثاني خلف منتخب الأوروغواي .
شارك إيفاريستو في بطولتين لكأس أمريكا الجنوبية سنتي 1927 و1929 وساهم في تحقيق منتخب بلاده للبطولتين .

## الألقاب

### نادي بوكا جونيورز
- دوري الدرجة الممتازة (1) : 1931

### منتخب الأرجنتين
- كأس أمريكا الجنوبية (2) : كأس أمريكا الجنوبية 1927 ، 1929

## روابط خارجية
- خوان إيفاريستو على موقع الاتحاد الدولي (مؤرشف)  (الإنجليزية)
- خوان إيفاريستو على موقع قاعدة بيانات كرة القدم.إي يو (الإنجليزية)
- خوان إيفاريستو على موقع ناشيونال فوتبول تيمز (الإنجليزية)
- خوان إيفاريستو على موقع أوليمبيديا (الإنجليزية)